# HTC Typhoon
HTC Typhoon（研發代號），是台灣宏達電公司所推出的智慧型手機，HTC Typhoon系列第一款。曾是全球第一款體積最小SmartPhone智慧型手機，2004年8月於歐洲首度發表。客製版本Qtek 8010，Dopod 565，i-mate SP3，Orange SPV C500，T-Mobile SDA，Audiovox SMT-5600，UTStarcom＆Verizon SMT5600，Krome Intellekt iQ700，Eurotel Smartphone II，Telefonica TSM520。

## 技術規格
- 處理器：TI OMAP730 200MHz
- 作業系統：Windows Mobile 2003 SmartPhone Second Edition
- 記憶體：ROM：64MB，RAM：32MB
- 尺寸：107.54 毫米 X 46.2 毫米 X 17.5 毫米
- 重量：100g（含電池）
- 螢幕：QCIF 解析度、2.2 吋 TFT-LCD 螢幕
- 網路：GSM/GPRS
- 藍牙：Bluetooth 1.1
- 相機：30萬畫素相機
- 電池：1050mAh充電式鋰或鋰聚合物電池

## 外部連結
- HTC（页面存档备份，存于）
- Qtek
- Dopod